# سان فارما
سان فارما (به انگلیسی: Sun Pharmaceutical) شرکت داروسازی هندی است، که در سال ۱۹۸۱ توسط دیلیپ شانگهوی تأسیس شد و هم‌اکنون ۲۳ کارخانه تولیدی آن در کشورهای هند و ایالات متحده آمریکا مستقر می‌باشند.
این شرکت دارای تخصص در تولید داروهای روان‌پزشکی، پزشکی قلب، استخوان‌پزشکی، چشم‌پزشکی، پزشکی گوارش، نفرولوژی، عصب‌شناسی و پزشکی گوارش می‌باشد. دفتر مرکزی این شرکت در شهر گجرات، هند قرار دارد و بخشی از سهام آن در بازار بورس بمبئی معامله می‌شود.